# Hachi: A Dog's Tale
Hachi: A Dog's Tale (bra: Sempre ao Seu Lado; prt: Hachiko - Amigo para Sempre!), também chamado de Hachiko: A Dog's Story, é um filme britano-norte-americano de 2009, do gênero drama, dirigido por Lasse Hallström, com roteiro de Stephen P. Lindsey baseado na história verdadeira do cão japonês chamado Hachikō. É estrelado por Richard Gere, Joan Allen, Sarah Roemer, Jason Alexander e Erick Avari.
O filme segue a história de um professor universitário que adota um cão da raça Akita, perdido em uma estação de trem que ele o batiza com o nome de Hachi, com quem cria laços tão fortes que o animal o acompanha até a estação de trem diariamente quando ele sai para trabalhar e vai "buscá-lo" na hora do retorno; um dia, durante a aula, o professor morre, mas Hachi não desiste de esperá-lo em frente à estação, anos a fio, na esperança de rever seu dono. Trata-se de uma adaptação estadunidense do filme japonês de 1987 Hachikō Monogatari, que por sua vez conta a história real do cachorro Akita chamado Hachikō que viveu no Japão entre os anos de 1923 a 1935 e que esperou fielmente por seu dono na Estação de Shibuya, em Tóquio, até a sua morte.
Hachi: A Dog's Tale estreou no Festival Internacional de Cinema de Seattle em 13 de junho de 2009 e seu primeiro lançamento comercial nos cinemas ocorreu no Japão em 8 de agosto de 2009. O filme foi lançado nos cinemas do Reino Unido em 12 de março de 2010, sendo distribuído pela Entertainment Film Distributors, estreando em mais de sessenta países ao longo de 2009 e 2010. O longa não chegou a ser lançado nos cinemas dos Estados Unidos devido a problemas financeiros que a Stage 6 Films, empresa distribuidora do filme no país, enfrentava na época; por conta disso, a Sony Pictures Entertainment lançou o filme nos Estados Unidos em DVD em 9 de março de 2010. No Brasil, o filme estreou em 29 de setembro de 2009, no Festival do Rio, sendo posteriormente lançado nos cinemas em 25 de dezembro daquele ano pela Imagem Filmes. No final de setembro de 2010, o retorno de bilheteria mundial bruta do filme havia totalizado mais de US$ 45 milhões.

## Sinopse
Professor universitário adota um cão da raça Akita, perdido em uma estação de trem, com quem cria laços tão fortes que o animal o acompanha até a estação de trem diariamente quando ele sai para trabalhar e vai "buscá-lo" na hora do retorno. Um dia, durante a aula, o professor morre, mas Hachiko não desiste de esperá-lo, anos a fio, na esperança de rever seu dono.

## Elenco
- Richard Gere como o Professor Parker Wilson
- Joan Allen como Cate Wilson
- Erick Avari como Jasjeet
- Jason Alexander como Carl Boilins
- Sarah Roemer como Andy Wilson
- Cary-Hiroyuki Tagawa como Ken Fujiyoshi
- Robbie Collier Sublett como Michael
- Davenia McFadden como Mary-Ann
- Kevin DeCoste como Ronnie
- Tora Hallström como Heather

## Produção

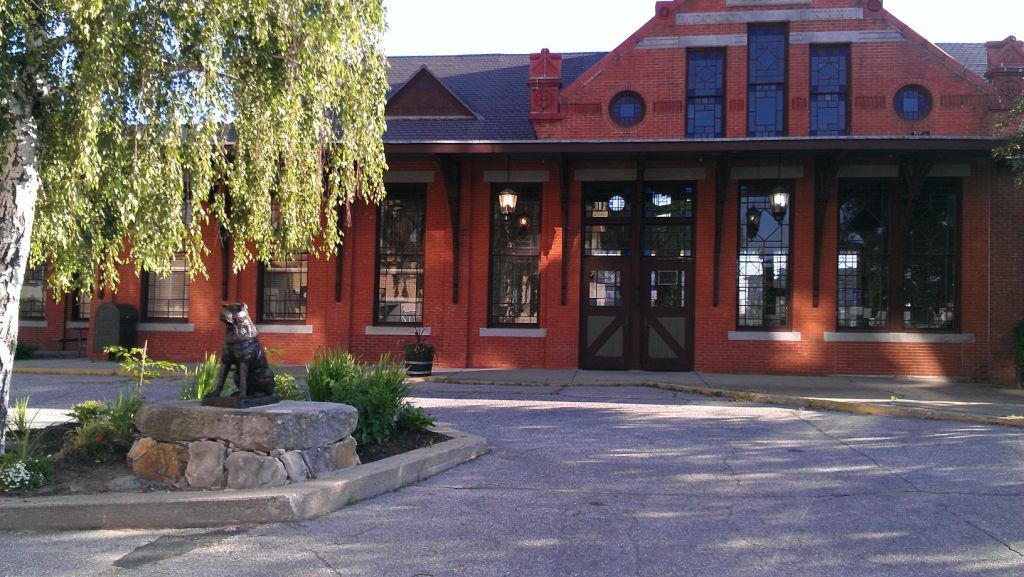
Estátua de Hachi localizada em frente à estação de trem de Woonsocket, que serviu como locação para o filme.

O filme foi baseado na história real do cão japonês da raça Akita chamado Hachiko, que nasceu em Odate, no Japão, em 1923. Mesmo após a morte de seu dono Hidesaburō Ueno em 1925, Hachiko retornou à estação de trem de Shibuya durante todos os dias restantes de sua vida pelos próximos nove anos até sua morte em março de 1935. Uma estátua de bronze de Hachiko está em frente à Estação de Shibuya em sua homenagem; Hachikō é conhecido em japonês como chuken Hachikō (忠犬ハチ公) que significa "Hachikō, o cão fiel"; Hachi é o nome do número "oito" em japonês e kō significa "afeto".
A história de Hachiko já havia sido retratada anteriormente no filme japonês de 1987 Hachikō Monogatari, dirigido por Seijirō Kōyama e escrito por Kaneto Shindo. Esta primeira versão é mais fiel à história real, enquanto Hachi: A Dog's Tale é situada num contexto americano moderno.
Antes dos créditos finais, a história do verdadeiro Hachikō é contada de maneira breve através de dizeres na tela, acompanhados de uma foto do cão original e da estátua de bronze feita em homenagem a Hachikō em Shibuya. De acordo com o filme, o verdadeiro Hachikō morreu em março de 1934, mas o anterior Hachikō Monogatari (além de outras fontes) afirma que sua morte real ocorreu em março de 1935 (9 anos e 9 meses após a morte do Professor Ueno).
A maioria das filmagens ocorreu em Woonsocket, onde a estação ferroviária da cidade serviu de locação principal, e Bristol, ambas no estado americano de Rhode Island. Os treinadores de animais Mark Harden e David Allsberry, acompanhados de uma grande equipe, treinaram os três akitas, Layla, Chico e Forrest, para o papel de Hachi no filme; após o término das filmagens, Harden adotou Chico enquanto Allsberry ficou com Layla. Assim como foi feito na Estação de Shibuya no Japão, uma estátua de bronze também foi erguida em homenagem à Hachiko no ano de 2012 em frente à Estação de Woonsocket, que foi um dos locais onde o filme foi rodado.

## Recepção
O filme foi recebido com críticas geralmente positivas. O site agregador de resenhas Rotten Tomatoes dá ao filme uma taxa de aprovação de 64% com base em 28 críticas, obtendo uma nota média de 5,90 de 10.
Em junho de 2009, Alissa Simon, da revista Variety, descreveu o filme como um "conto sentimental e repetitivo... [relembrando] os valores, a produção e outros [fatores], de uma era anterior. [...] É mais familiar do que comida familiar; as crianças provavelmente ficarão muito entediadas [...] Mesmo assim, a angústia silenciosa e a dignidade do cão comoverão à todos, exceto os corações mais duros. O principal problema do filme é que sua história humana carece de mais drama; Hachi é o personagem central da atração".
Em outubro de 2009, o crítico de cinema Christopher Lloyd do jornal Sarasota Herald Tribune deu ao filme 4 de 5 estrelas, observando: "Hachi: A Dog's Tale é assumidamente um arrancador de lágrimas. Você pode se ressentir de ser manipulado emocionalmente por este filme, mas eu creio que até mesmo o espectador mais insensível não consiga segurar toda sua água salgada dos olhos ao assisti-lo".
Hachi: A Dog's Tale se tornou um modesto sucesso comercial. Embora o filme sequer ganhou um lançamento teatral nos Estados Unidos, sua receita internacional ajudou o filme a ser lucrativo. Em setembro de 2010, o filme já havia arrecadado uma receita mundial de US$ 45 milhões contra um orçamento estimado em US$ 16 milhões.